# ퟴ
ퟴ(ㅿㅸ, 반시옷가벼운비읍)은 한글 낱자 ㅿ와 ㅸ을 겹쳐 놓은 것이다. 실제로 과거에 이 낱자가 쓰인 적은 없지만, 학자들이 해당 단어를 형태주의에 입각, 재구성할 때 ㅿㅸ이 만들어질 뿐이다.
《용비어천가》 제16장에서 "올모려 님금 오시며 姓 ᄀᆞᆯᄒᆡ야 員이 오니 오ᄂᆞᇗ 나래 내내 우ᇫᄫᅳ리"와 같은 간접적인 용례만 있다.

## 코드 값
| 종류                  | 종류           | 글자   | 유니코드 | HTML     |
| --------------------- | -------------- | ------ | -------- | -------- |
| 한글 호환 자모        | 한글 호환 자모 | (없음) | (없음)   | (없음)   |
| 한글 자모 영역        | 첫소리         | (없음) | (없음)   | (없음)   |
| 한글 자모 영역        | 끝소리         | ᅟᅠퟴ     | U+D7F4   | &#55284; |
| 한양 사용자 정의 영역 | 첫소리         | (없음) | (없음)   | (없음)   |
| 한양 사용자 정의 영역 | 끝소리         |     | U+F8D7   | &#63703; |
| 반각                  | 반각           | (없음) | (없음)   | (없음)   |